# Lilian Baylis
Lilian Mary Baylis, född 9 maj 1874 i Marylebone i London, död 25 november 1937 i Lambeth i London, var en brittisk teaterledare. Hon kom 1898 in i ledningen för The Old Vic Theatre, blev chef 1912, och gjorde det gamla folkliga förlustelsestället till Englands ledande Shakespeare-scen. Före sin död hann hon uppleva att nästan alla landets största scenkonstnärer blev knutna till Old Vic. Det var även Baylis som genom att engagera Ninette de Valois lade grunden till Sadler's Wells-teatern som scen för balett och opera.